# أوسامو ميورا
أوسامو ميورا (باليابانية: 三浦 修) (مواليد 24 يونيو 1989)، هو لاعب كرة قدم ياباني سابق كان يلعب كمدافع.

## وصلات خارجية
- أوسامو ميورا على موقع رابطة كرة القدم اليابانية للمحترفين (اليابانية)
- أوسامو ميورا على موقع قاعدة بيانات كرة القدم.إي يو (الإنجليزية)
- أوسامو ميورا على موقع Soccerway.com (الإنجليزية)